# Köztársasági Néppárt
A Köztársasági Néppárt (törökül Cumhuriyet Halk Partisi, rövidítve CHP) az első törökországi politikai párt, melyet 1923-ban alapított Mustafa Kemal Atatürk Néppárt néven. 1924. november 10-én új neve Köztársasági Néppárt lett. 1923–1950 között a CHP egypártrendszerben kormányzott, az 1950. évi első szabad választásokat elvesztette a Demokrata Párt ellen.
A CHP logója vörös alapon hat fehér nyíl, ami a kemalizmus hat irányelvét jelöli. A párt 1977-ben nyert utoljára választást.

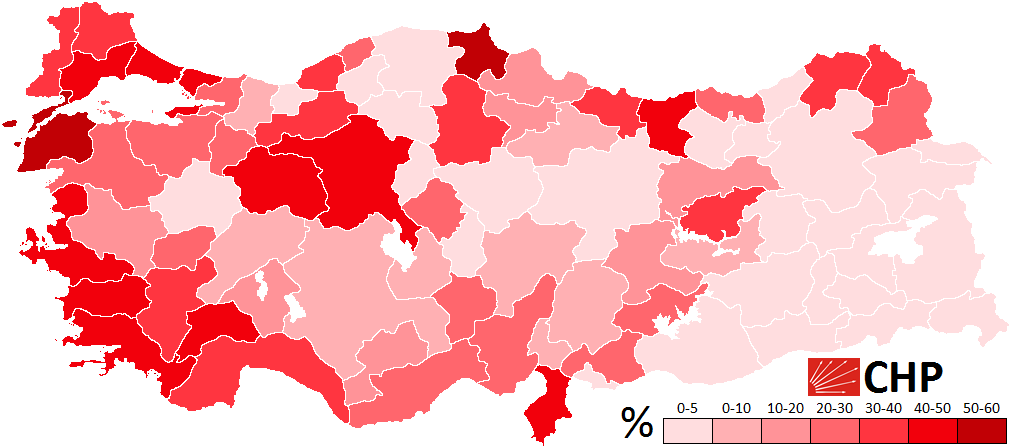
A CHP területi támogatottsága 2014-ben

## Szavazói
A CHP legtöbb szavazója a szekuláris középosztályból kerül ki: hagyományosan a közalkalmazottak, a szellemi munkát végzők, nyugalmazott ezredesek, értelmiségiek, egyetemi, főiskolai hallgatók és a baloldali értelmiségiek körében népszerű valamint a DISK szakszervezeti konföderáció körében.
A párt a kisebbségek közül az aleviták támogatását is magáénak tudhatja, maga a párt egykori elnöke Kemal Kılıçdaroğlu is alevita származású.
Területileg a párt a nagyvárosi és a tengerparti tartományi szavazók közt népszerű. A párt fellegvárának az Égei-tengeri régió nyugati része – İzmir, Aydın és Muğla tartományok – , a márvány-tengeri régió északnyugati része – Edirne, Kırklareli, Tekirdağ és Çanakkale tartományok – a fekete-tengeri régió keleti része – Ardahan és Artvin tartományok – valamint Eskişehir városok számítanak.